# 고유 시간
고유 시간(固有時間, proper time) 또는 참시간이란 상대성 이론에서 어떤 경로를 통해 움직이는 관찰자 스스로가 느끼는 시간이다. 항상 관성계에 있는 외부 관찰자가 측정하는 시간보다 짧다. 관성계 외부 관찰자가 측정한 시간과 달리, 고유 시간은 로런츠 변환에 대하여 불변한 값이다. 기호는 그리스 문자 타우(τ).
입자의 속도가 빛의 속도에 육박하면, 고유 시간은 0에 가까워진다. 이러한 현상은 예를 들어 뮤온 등 불안정한 입자의 붕괴에서 잘 나타나는데, 입자의 속도가 높으면 높을수록 실험실에서 관찰되는 평균 수명이 늘어나는 것을 관찰할 수 있다.
고유 물리량: 좌표계 내에서 물체와 함께 운동하는 관찰자가 측정한 길이, 시간, 질량을 고유 길이, 고유 시간, 고유 질량이라고 한다.

## 정의
경로 {\displaystyle \mathbf {x} (t)}를 따라 움직이는 입자를 생각하자. 그렇다면 입자가 {\displaystyle t_{0}\leq t\leq t_{1}}에서 느끼는 고유 시간 {\displaystyle \tau }는 다음과 같다.
{\displaystyle \tau =\int _{t_{0}}^{t_{1}}\left(1-c^{-2}\lVert d\mathbf {x} (t)/dt\rVert ^{2}\right)\;dt=\int _{t_{0}}^{t_{1}}{\frac {dt}{\gamma }}}.
여기서 {\displaystyle c}는 진공에서의 빛의 속도이고, {\displaystyle \gamma }는 로런츠 인자다.
양의 정지 질량을 지닌 입자는 항상 {\displaystyle \gamma \geq 1}이므로,
{\displaystyle \tau \leq t_{1}-t_{0}}.
즉 고유 시간은 항상 관성계의 외부 관찰자가 측정한 시간보다 짧다. 정지 질량이 0인 (광자 등) 입자의 경우엔 {\displaystyle \gamma =\infty }이므로 고유 시간은 항상 0이다.

## 같이 보기
- 로런츠 변환
- 민코프스키 공간